# Sari Janssens
Sari Janssens (16 juni 1987) is een Belgisch korfbalster.

## Levensloop
Ze begon op 5-jarige leeftijd met korfbal en is sindsdien aangesloten bij AKC, alwaar ook haar moeder actief was.
Tevens maakte ze deel uit van het Belgisch nationaal team, waarmee ze onder meer zilver behaalde op het wereldkampioenschap van 2007 en het Europees kampioenschap van 2010.
Ze is werkzaam op het secretariaat van de Koninklijke Balletschool Antwerpen. Haar zus Nikki was ook actief in het korfbal. Samen deden ze onder meer fotoshoots voor P-Magazine en namen ze deel aan het programma 'Hole in the wall'.